# Gisela von Collande
Gisela Huberta Valentine Maria von Mitschke-Collande (née le 5 février 1915 à Dresde-Laubegast, morte le 23 octobre 1960 à Remchingen) est une actrice allemande.

## Biographie
Elle vient d'une famille noble silésienne et est la fille du peintre Constantin von Mitschke-Collande (1884-1956) et de sa première épouse Hilde Wiecke (1892-1984), dont le père Paul Wiecke fut acteur et directeur de théâtre à Dresde.
Elle reçoit une formation artistique à l'académie des arts dramatiques du Deutsches Theater de Berlin. En 1932, elle est engagée à la Volksbühne Berlin. Après cela, elle fait partie de l'ensemble du Deutsches Theater, où elle joue des rôles principaux dans de nombreux classiques.
Après la Seconde Guerre mondiale, elle poursuit sa carrière sur scène et joue au Théâtre Thalia auprès de Willy Maertens à Hambourg ainsi qu'à Wuppertal, Berlin et Francfort-sur-le-Main. Elle joue dans de nombreux films, mais est principalement limitée à des rôles de figuration. Elle est également très occupée pour le théâtre radiophonique, principalement pour la Nordwestdeutscher Rundfunk.
Collande épouse l'acteur Josef Dahmen le 17 janvier 1935 à Berlin ; l'actrice Andrea Dahmen et une autre fille et son fils viennent de cette union. Sa petite-fille Julia (née en 1978) et son frère Volker (1913–1990) et sa fille Nora (née en 1958) sont aussi des acteurs.
Gisela von Collande meurt dans un accident de la circulation sur l'autoroute Stuttgart-Karlsruhe. Elle perd le contrôle de son véhicule entre Pforzheim et Karlsruhe et fait cinq mètres dans la voie opposée. On dit que l'actrice est décédée sur le coup. Sa tombe est dans le cimetière d'Ohlsdorf à côté des tombes de son mari et de son frère.

## Filmographie
- 1936 : Verräter
- 1936 : Maria, die Magd (de)
- 1937 : La Cruche cassée
- 1937 : Hahn im Korb
- 1938 : Jugend
- 1938 : Skandal um den Hahn
- 1938 : Pour le mérite
- 1939 : Écartement du droit chemin (de)
- 1939 : Ziel in den Wolken
- 1943 : L'Innocente pécheresse (de)
- 1951 : Aux frontières du péché (de)
- 1952 : Rosen blühen auf dem Heidegrab (de)
- 1953 : Staatsanwältin Corda (de)
- 1954 : Escale à Orly
- 1955 : Urlaub auf Ehrenwort (de)
- 1955 : Rendez-moi justice
- 1956 : Die Tochter (TV)
- 1956 : Oberst Chabert (TV)
- 1956 : Das Mädchen Marion (de)
- 1957 : Der Stern von Afrika
- 1958 : Die Brüder (TV)
- 1959 : Die Ratten (TV)
- 1960 : Himmel, Amor und Zwirn
- 1960 : Les Eaux saintes